# Noûs (rivista)
Noûs è una rivista accademica trimestrale di filosofia, sottoposta a revisione paritaria e pubblicata dalla casa editrice statunitense Wiley-Blackwell. Il periodico fu fondato nel 1967 da Hector-Neri Castañeda ed è attualmente diretto da Ernest Sosa (della Rutgers University). La rivista è pubblicata unitamente a due supplementi annuali: Philosophical Issues e Philosophical Perspectives.